# Guilherme Finkler
Guilherme Ozelame Finkler, mais conhecido como Guilherme Finkler, ou ainda Guilherme (Caxias do Sul, 24 de setembro de 1985), é um ex-futebolista brasileiro que atuava como meia. 

## Títulos
Juventude
- Campeonato do Interior Gaúcho: 2006

Caxias
- Campeonato do Interior Gaúcho: 2010